# Asijští Američané
Asijští Američané (anglicky Asian American) je označení pro Američany původem z východní, jižní a jihovýchodní Asie. US Census Bureau asijské Američany klasifikuje jako rasu, ve skutečnosti se ale o rasu nejedná, protože je to pouze souhrnné označení pro obyvatele Asie, kteří nepatří k europoidní rase (např. Indové a Číňané mají společného jen málo). V běžném hovoru jsou ale za asijské Američany označováni většinou pouze asijští mongoloidé (na rozdíl od Spojeného království, kde jsou za britské Asiaty naopak označováni jižní Asiaté z Indického subkontinentu).

## Původ názvu
Název Asian American je poměrně nedávného původu, popularizoval ho v 60. letech 20. století historik Yuji Ichioka. Tento název nahradil dřívější Oriental a Asiatic.

## Historie v USA
Historie Asiatů v USA je dlouhá několik staletí, ale vždy byli jen velmi malou menšinou s největší přítomností na Havaji a v Kalifornii. To se změnilo odstraněním etnických kvót v roce 1965 na základě Hart-Cellerova zákona. Od té doby jejich populace silně vzrostla a podle sčítání z roku 2010 jsou nejrychleji rostoucí rasovou skupinou.

## Etnické skupiny

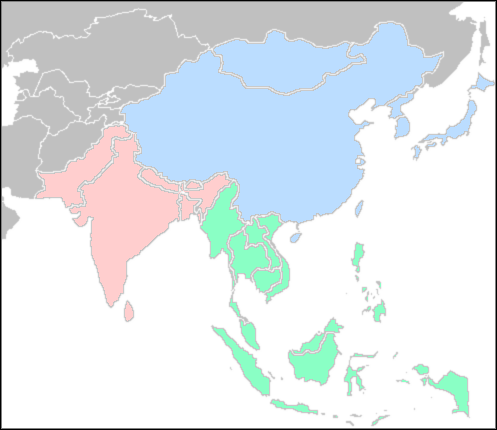
Rozdělení asijských Američanů podle sčítání 2000

Podle sčítání z roku 2010 jsou největšími etnickými skupinami Číňané (3,79 mil.), Filipínci (3,41 mil.), Indové (3,18 mil.), Vietnamci (1,73 mil.), Korejci (1,7 mil.) a Japonci (1,3 mil.). Mezi další velké asijské etnické skupiny se řadí Pákistánci (409 000), Kambodžané (276 000), Hmongové (260 000), Thajci (237 000), Laosané (232 000), Tchajwanci (230 000), Bangladéšané (147 000) a Barmánci (100 000).

## Vzdělání a příjem
Asijští Američané jsou nejbohatší a nejvzdělanější rasovou skupinou v USA. Zčásti je tomu tak proto, že východoasijské kultury v tomto ohledu vynikají všude na světě (middleman minority), ale také proto, že americký úřad pro imigraci si přistěhovalce pečlivě vybírá a dává přednost těm s dobrým vzděláním. To se ovšem příliš netýká asijských uprchlíků, kteří do USA přišli v důsledku vietnamské války jako např. Hmongové a Vietnamci, kteří jsou co se týče vzdělání a příjmů mírně pod americkým průměrem.